# El limpiador
El limpiador és una pel·lícula peruana, opera prima del director Adrián Saba, i estrenada el 2012 al 60è Festival Internacional de Cinema de Sant Sebastià. Va ser seleccionada com la candidata peruana per a competir com Millor pel·lícula estrangera en l'edició 86 dels Premis Óscar, però finalment no va ser nominada.

## Argument
La ciutat de Lima pateix la invasió d'un virus que en tot just unes hores acaba amb la vida d'homes i dones. Pel que sembla és una malaltia estranya i indesxifrable per la medicina, però altament contagiosa. Eusebio (Víctor Prada), com declara el títol del film, és el netejador, qui després de la mort d'alguna persona passa per allí per desinfectar i netejar els rastres del virus i de sang. En una d'aquestes neteges troba Joaquín (Adrián Du Bois), un nen de vuit anys la mare dels quals mor a causa del virus. Sense orfenat disponible per poder deixar al nen, Eusebio no troba una altra alternativa més que allotjar-lo en la seva humil casa i intentar buscar algun familiar.

## Repartiment
- Víctor Prada
- Adrián Du Bois
- Miguel Iza
- Ana Cecilia Natteri
- Manuel Gold
- Mario Velásquez
- Carlos Gassols

## Recepció de la crítica
En el lloc web Screen Daily, Mark Adams li dedica al film un balanç positiu: De ritme lent, però amb una delicada posada en escena, l'afable drama generacional d'Adrián Saba “The Cleaner”, amb el rerefons d'una Lima que es troba en les arpes d'una epidèmia que està matant a la gent a un ritme constant- és un excèntric film de ‘fantasia’, ple d'imatges memorables, però mancada d'escenes dinàmiques, d'acció.
El director Adrián Saba evita utilitzar qualsevol embelliment cridaner, en canvi manté la càmera estàtica i permet que els petits moments de drama es desenvolupin. Víctor Prada compon apropiadament un lúgubre paper principal, però la forma en què el seu to i formes canvien, mentre passa cada vegada més temps amb el nen, és tranquil·lament atractiva.
Mentre que en els llocs web peruans ressalten el treball tant del protagonista com el director, el cinema del director peruà és un cinema d'austeritat, que conta una història petita, on els moments feliços no es presenten, s'han de trobar. L'òpera prima d'Adrián Saba aconsegueix profunditat en el seu plantejament, amb imatges efectives, commovedores i plenes d'emoció.

## Premis i nominacions
| Any  | Treball nominat | Premi                                              | Categoria                      | Resultat  |
| ---- | --------------- | -------------------------------------------------- | ------------------------------ | --------- |
| 2013 | El limpiador    | Festival de Cinema Peruà de París                  | Millor pel·lícula              | Guanyador |
| 2013 | El limpiador    | Festival Internacional de Palm Springs             | New Voices/New Visions         | Guanyador |
| 2013 | El limpiador    | Festival Internacional de Transsilvània            | Premi FIPRESCI de la crítica   | Guanaydor |
| 2014 | Victor Prada    | Premis Platino                                     | Millor Interpretació Masculina | Nominat   |
| 2014 | Karin Zielinski | Premis Platino                                     | Millor Música Original         | Nominat   |
| 2013 | Karin Zielinski | Festival Internacional de Cinema de Punta del Este | Millor Música Original         | Guanyador |
| 2013 | El limpiador    | Festival Lakino                                    | Millor Fotografia              | Guanyador |